# Orgue del Convent de la Missió
L'orgue del Convent de la Missió està situat a l'església del Convent de la Missió, al carrer de la Missió de Palma. L'església de la Missió no és monacal si no missionera, com el seu nom ho indica.

## Història
La història d'aquest orgue comença a finals del segle xviii, després de la finalització de la construcció de l'església al 1764.
Una nota citada a un document del segle xviii diu: "el vicario de Maria de la Salut para vender el órgano viejo a los PP. de la Misión…". Cosa que fa entendre que era un orgue de segona mà.
La desamortització de Mendizábal va afectar molt a la Casa de la Missió. I al 1835 un decret del govern va dissoldre l'ordre. Degut a tota aquesta situació polític-religiosa, els Pares Paüls varen confiar qualcunes de les peces internes de l'orgue a famílies afins a la Casa, deixant allà els tubs de la façana. Quan tot va acabar, els varen demanar de tornada, però no va esser possible recuperar-los tots.

### L'orgue de 1853
Com que no varen poder recuperar algunes peces importants de l'orgue, al 1853 decidiren ajustar-lo un poc amb el constructor d'orgues Antoni Portell. I més endavant, l'orguener català Antoni Puig, li afegí un registre de clarí. Se li feren més millores durant molts d'anys i sobre tot al 1866 se li varen reparar les manxes i altres peces internes, sense arribar a aconseguir la harmonia pròpia que representa l'instrument.

### L'orgue de 1891
A l'any 1891, Pedro Ripoll Palou, president de la diputació provincial de Balears, fa una adjudicació monetària de 5000 pessetes per un nou orgue per a la Casa de la Missió. Aquests doblers eres procedents de la casa "Cicerols".
El projecte de construcció del nou orgue se li va encarregar al llucmajorí Julià Munar i Puig, el constructor més important de l'illa en la seva època. I Massot, el mestre compositor, fou el director de la construcció.
Quan es va fer, es tingué en compte al posar el teclat i les manxes, que s'hauria de instal·lar una tercera part de tubs més endavant per assolir la finalitat del projecte.
Igualment es va beneir el 19 de juliol de 1891 pel canonge de la Seu Bartomeu Castell. I el va fer sonar a la cerimònia l'organista de la Seu de Palma, Miquel Tortell.

### L'orgue de 1913
Al 1912, la comunitat estava descontenta amb la mancança de registres que presentava l'orgue, així que varen cridar un altre pic al mestre orguener Julià Munar i Puig per fer-ne l'acondicionament. Aquesta reforma es va poder pagar gràcies a una entrega del superior de l'ordre i la venda de peces i bigues de fusta de l'antic orgue al propi constructor.
Aquesta vegada, alguns dels tècnics que varen intervenir foren l'organista de la Catedral Bernat Salas i l'organista de la parròquia de Sant Miquel Rafael Cortés.
El nou orgue es va acabar i entregar al mes d'abril de 1913.
Aquest orgue va ser molt utilitzat, tenien organistes titulars i altres que el feien sonar tant a les festes i diumenges dematí com en registres més solemnes de litúrgies d'horabaixa. Es va crear una escolania on els nins estudiaven música, teoria i piano.

## Situació i estat actual
Amb la introducció de la guitarra com a instrument per cantar al temple i la disminució d'estudiants per entrar al ministeri sacerdotal, l'orgue del Convent de la Missió va caure en desús. I encara que segueix sonant, així se troba avui en dia, és més, està en un estat deplorable d'abandonament i no s'ha plantejat cap mena de projecte de rehabilitació, cosa que les institucions haurien de fer, ja que aquest orgue suposa part de la riquesa del patrimoni musical de l'illa de Mallorca.
L'orgue està situat a una tribuna a la dreta del cor, i amb les últimes obres del Convent, es va tapiar la porta de entrada a aquesta tribuna, cosa que dificulta molt l'accés a l'interior de l'instrument

## Dades tècniques
El teclat és una de les parts fonamentals de qualsevol orgue, ja que és allò que permet que l'organista decideixi quina nota / tub vol fer sonar. Aquest orgue compta amb 2 teclats de 54 tecles cadascun, típics de mitjans del segle xix. Per aquest temps, els teclats més antics eren modificats per que comencessin amb una escala cromàtica des de la nota MI, i com que abans començaven amb DO, a aquest tipus de teclat se li anomena teclat d'octava capada. Encara que l'orgue del Convent de la Missió no té teclats “capats”, és a dir, que comencen amb la nota DO. El primer teclat té 10 registres i el segon, 11. A més, té 12 registres més als pedals, que es varen afegir al segle xx.
Els registres o jocs són conjunts de tubs de la mateixa família. Tots els poms que se situen als costats dels teclats, son els tiradors dels registres, que fan que les vàlvules de pas de l'aire s'obrin o tanquin segons si volem que soni una família de tubs o una altra.
| Al primer teclat trobem 10 registres: Fagot Nasart 3a Nasart Unda Maris Octavi Octava Salicional Violó Oboè Bordó | Al segon teclat són 11 registres: Clai Trompa Reial Quincena Octaví Octava Flautat Dotzena Ple Violó Oboè Bordó |

Segons l'època de construcció d'aquest orgue, hauria de presentar un gran dipòsit alimentat per un o dos manxons moguts per una palanca basculant, que facin circular l'aire i mantenir la pressió als tubs. Però sabem que avui en dia un motor ha suplantat l'antic mètode de cordes.
L'orgue de la Missió no té cap ornament, és senzill i auster. Encara que els orgues se solien decorar segons l'època, a part dels tubs del flautat, amb columnes, elements vegetals, àngels... en colors daurats i altres vistosos.

## Organistes
Els principals organistes titulars i altres virtuosos que tocaven l'orgue de la Missió foren:
- Ricard Lacorte (1894 - 1983)
- Joan Padrós (1897 - 1965)
- Francesc Amengual (1900 - 1961)
- Bartomeu Ballester (1900 - 1993)
- Miquel Tortell (1802 - 1868)
- Bernat Salas (1874 - 1932)
- Arnau Reynes Florit (1954)
- Bernat Cerdó (1874 - 1951)
- Rafael Cortes (1875 - 1949)
- Melcion Massot (1870 - 1953)
- Bartomeu Torres (1840 - 1908)